# Jiří Šťastný
Docent Ing. Jiří Šťastný, Csc. (*13. prosinec 1938) je bývalý československý basketbalista.  Po ukončení studia fakulty elektrotechnické ČVUT Praha v roce 1961 pracoval na katedře elektrotechniky Fakulty strojního inženýrství a v odboru elektrotechniky Ústavu přístrojové a řídicí techniky.
Byl 10 sezón hráčem družstva Slavia VŠ Praha (1957-1967), s nímž byl dvakrát mistrem a třikrát vicemistrem Československa. V československé basketbalové lize po roce 1962 (zavedení podrobných statistik zápasů) v šesti sezónách zaznamenal 1039 bodů. S týmem dvakrát startoval v Poháru evropských mistrů a skončili na druhém místě v roce 1966 a na třetím místě v roce 1967. V roce 1968 tým hrál ve finále soutěže FIBA - Evropský pohár vítězů pohárů a před 65 tisíci diváků prohrál s AEK Athens (GRE) 82-89.  
S československou basketbalovou reprezentací získal na Mistrovství Evropy 1959 stříbrnou medaili. Za reprezentační družstvo Československa v letech 1959-1965 odehrál celkem 71 zápasů.
Na Světové univerziádě v Sofii s týmem Československa získal bronzovou medaili. Je zařazen na čestné listině mistrů sportu. V roce 2012 byl uveden do Síně slávy České basketbalová federace.

## Sportovní kariéra

### Hráč klubu
- 1957-1967 Slavia VŠ Praha: 2x mistr (1965, 1966), 3x vicemistr (1963, 1964, 1967), 4. místo (1961), 4x 5. místo (1958, 1959, 1960, 1962)
- Československá basketbalová liga celkem 9 sezón a 5 medailových umístění
  - 2x mistr Československa: 1965, 1966, 3x vicemistr: 1963, 1964, 1967
- Pohár evropských mistrů
  - 1965/66: v semifinále AEK Athens (GRE) 103-73, ve finále prohra s Olimpia Miláno (ITA) 72-77
  - 1966/67: v semifinále prohra s Olimpia Miláno (ITA) 97-103, o 3. místo výhra nad Olimpija Ljubljana (SLO) 88-83
- Pohár vítězů pohárů
  - 1967/68: v semifinále Vorwärts Leipzig (GER) 58-57, 98-76, ve finále před 65 tisíci diváků prohra s AEK Athens (GRE) 82-89,

### Československo
- Za reprezentační družstvo Československa v letech 1959-1965 hrál celkem 71 zápasů, z toho na světových a evropských soutěžích 14 zápasů, v nichž zaznamenal 60 bodů
- Předolympijská kvalifikace - 1960 (Itálie) (20 bodů /3 zápasy), 1. místo a postup na OH
- Olympijské hry - 1960 Řím: 5. místo (7 bodů /2 zápasy)
- Mistrovství Evropy mužů - 1959 Istanbul, Turecko (6 bodů /2 zápasy) 2. místo - 1965 Moskva (24 /7) 7. místo